# Питер (одичавший ребёнок)
Одичавший ребёнок Питер (обнаружен в 1725 — 22 февраля 1785) — выросший в условиях крайней социальной изоляции мальчик из Ганновера на севере Германии, найденный в 1725 году живущим в лесах около Хамельна (герцогство Брауншвейг-Люнебург). Мальчик, чьё происхождение и родители были неизвестны, вёл совершенно дикий образ жизни, питаясь лесными растениями и передвигаясь на четвереньках.
Сразу после находки (или поимки) его перевезли в Великобританию по приказу Георга I, чей интерес к несчастному мальчику возник во время визита на родину, в Ганновер. На момент обнаружения Питеру было приблизительно 10 лет. За следующие 60 лет, прожитых в обществе, Питер обучился произношению только двух-трёх слов. В настоящее время предполагается, что Питер не был в полной мере одичавшим ребёнком, а, скорее, страдал генетическим расстройством — синдромом Питта-Хопкинса.

## Жизнь в Лондоне
После перевозки Питера в Великобританию общественность Лондона была полна слухами и спекуляциями. Повальное увлечение им было предметом резкой сатиры и серьёзных исследований со стороны Джонатана Свифта, Джона Арбутнота и Даниэля Дефо; Джеймс Бернетт писал о нём как об «Идиоте Питере», иллюстрируя его историей теорию развития человеческого вида.
Принцесса Уэльская, Каролина Бранденбург-Ансбахская, заботясь о благополучии найдёныша, в 1726 году, после того как острое общественное любопытство начало спадать, приняла меры, чтобы доктор Арбутнот занимался его образованием. Однако, все усилия научить его говорить, читать или писать были тщетны.

## Норткрач
После того как Питер был освобожден от наблюдения доктора Арбутнота, его поручили заботе госпожи Тичборн, одной из фрейлин королевы, со значительной пенсией для него. Тичборн обычно проводила несколько недель каждое лето в доме Джеймса Фенна, фермера-йомена, в Экстер-Энде, в округе Норткрач, Хартфордшир, к нему и перешли фактические заботы о Питере. Фенну передали распоряжение 35 фунтами в год для поддержки и обслуживания Питера. После смерти Джеймса Фенна Питер был передан его брату, Томасу Фенну, на ферму под названием Бродвей, где Питер и прожил с несколькими сменявшими друг друга арендаторами до смерти, получая правительственную пенсию.
В конце лета 1751 года Питер исчез с бродвейской фермы. В газетах были размещены объявления, предлагавшие награду за его возвращение. 22 октября 1751 года в округе Св. Эндрю в Норидже случился пожар. Поскольку огонь угрожал местной тюрьме, её обитатели были спешно освобождены, и один из них привлёк к себе внимание чрезмерной волосатостью, физической силой и едва подобными человеческим звуками, которые он издавал, некоторые даже приняли его за орангутана. Несколько дней спустя в необычном узнике опознали Питера, возможно, через описание его в лондонской газете Evening Post. Он был возвращён на ферму Томаса Фенна и получил специальный кожаный воротник со своим именем и адресом, на случай, если он когда-либо потеряется снова.

## Смерть и похороны

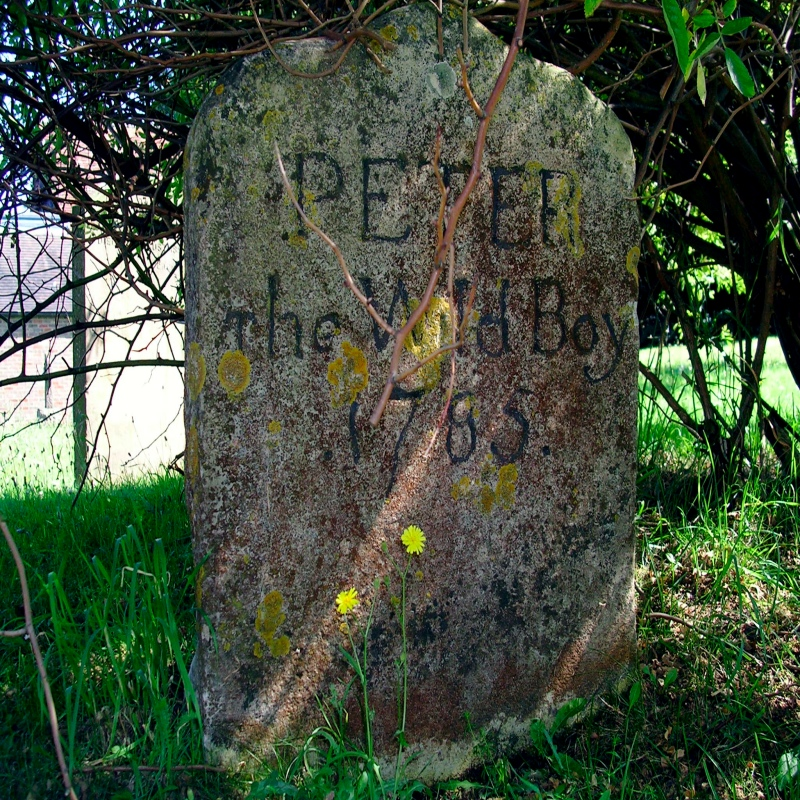
Надгробный памятник Питера возле церкви Святой Марии, Хартфордшир.

Питер дожил приблизительно до 70-летнего возраста. В 1782 году его посетил шотландский философ и судья Джеймс Бёрнетт, лорд Монбоддо, который оставил последнее описание Питера: у того был здоровый цвет лица, густая борода, он понимал то, что ему говорили, но самостоятельно был способен произнести только слова «Питер», «король Георг» и напеть несколько песен.
Питер умер 22 февраля 1785 года и был похоронен в Норткраче непосредственно у главного входа церкви св. Марии.

## Изображения
Художник Уильям Кент включил портрет Питера в большую картину, изображающую двор Георга I, которую сегодня можно увидеть на восточной стене королевской лестницы в Кенсингтонском дворце в Лондоне. Питер изображён в зелёном пальто, держащим листья дуба и жёлуди в правой руке.
В «Портретах Замечательных Людей» Колтфилда присутствует портрет «Дикого Мальчика», изображающий красивого старика с белой бородой .

## Последующие исследования
В 2011 году появились предположения о возможности генетического заболевания Питера, которое было названо синдром Питта-Хопкинса. Первое подобное заболевание было описано лишь в 1978 году, то есть почти через 200 лет после смерти Питера. О подобном синдроме говорят несколько вещей, в том числе портрет в Кенсингтонском дворце, черты лица на котором отражают основные симптомы.